# 남서울경전철
남서울경전철 주식회사(南―輕電鐵 株式會社)는 서울 경전철 신림선을 건설·관리·운영을 목적으로 하는 자회사다. 2015년 11월 3일 DL그룹 자회사로 편입되었으나, 지분 감소에 따라 2017년 9월 15일 DL그룹 자회사에서 분리되었다.

## 주요 연혁
- 2010년 12월 2일: 회사 설립
- 2015년 9월 7일: 서울 경전철 신림선 착공
- 2015년 11월 3일: 대림그룹 자회사로 편입
- 2017년 9월 15일: 대림그룹 자회사에서 분리

## 같이 보기
- 서울 경전철
- 서울 경전철 신림선
- 보라매차량사업소
- 로템SRS